# Epsilon Hydri
Epsilon Hydri, được Latin hóa thành ε Hydri, là một ngôi sao đơn lẻ, màu xanh trắng trong khu vực phía nam của chòm sao Thủy Xà. Nó là một ngôi sao mờ với cường độ thị giác rõ ràng là 4,12,  nhưng nó có thể được nhìn thấy bằng mắt thường. Các phép đo được thực hiện bởi tàu vũ trụ Hipparcos cho thấy sự thay đổi thị sai hàng năm là 21,48   mas, cung cấp ước tính khoảng cách 152 năm ánh sáng. Ngôi sao đang di chuyển ra khỏi Mặt trời với vận tốc hướng tâm là +13,6   km / s.  Đây là một thành viên của nhóm chuyển động Tucana-Horologium, một hiệp hội của các ngôi sao có chung một chuyển động trong không gian.
Phân loại sao cho ngôi sao này là B9 Va,  chỉ ra rằng đó là một ngôi sao theo trình tự chính loại B đang tạo ra năng lượng thông qua phản ứng tổng hợp hydro ở lõi của nó. Đó là một ngôi sao trẻ, chỉ 133 triệu năm tuổi và có tốc độ quay cao với vận tốc quay dự kiến là 96  km / s.  Điều này mang lại cho ngôi sao một hình dạng dẹt nhẹ với độ phồng xích đạo lớn hơn 5% so với bán kính cực. Epsilon Hydri có khối lượng ước tính gấp 2,64 lần Mặt trời và gấp 2,2 lần bán kính của Mặt trời.  Nó tỏa ra 60 lần độ sáng của Mặt trời từ không gian quang ảnh của nó ở nhiệt độ hiệu quả khoảng 10.970   K.